# Витовтов, Николай Михайлович
Никола́й Миха́йлович Витовтов (сентябрь 1895 — 1980 год) — советский актёр.

## Биография
Советский актёр Николай Михайлович Витовтов родился в сентябре 1895 года.
Свою первую роль сыграл в 1925 году, ещё в эпоху немого кино.
В 1936 году Николай Витовтов сыграл роль лорда Гленарвана, владельца и капитана яхты «Дункан», в фильме Владимира Вайнштока «Дети капитана Гранта», которая принесла ему всесоюзную известность.
Умер в 1980 году.

## Фильмография
- 1925 — Волки — Павел Чугай
- 1925 — Медвежья свадьба
- 1926 — Крылья холопа — князь Друцкой
- 1926 — Последний выстрел — эпизод
- 1927 — Булат-батыр — Державин
- 1927 — Рейс мистера Ллойда — Иван Козырь, русский солдат
- 1928 — Капитанская дочка — Зурин
- 1929 — В огне рождённая (короткометражный) — полковник
- 1929 — До завтра — Куракин, бывший русский князь; муж пани Пухальской
- 1930 — Ненависть — генерал
- 1932 — Мертвый дом — Николай I
- 1933 — Негр из Шеридана — Дан, мастер по лесоразработкам
- 1935 — Вражьи тропы — Клюшкин
- 1936 — Дети капитана Гранта — Эдуард Гленарван
- 1938 — Александр Невский — рыцарь Губертус, «князь Псковский»
- 1954 — Анна на шее — приятель Артынова в светлом костюме (в титрах не указан)
- 1960 — Две жизни — генерал, гость Бороздиных (в титрах не указан)
- 1966 — Дядюшкин сон — Терентий, лакей князя